# Club de Deportes Vallenar
Il Club de Deportes Vallenar è una società calcistica cilena, con sede a Vallenar. Milita nella Liga Chilena de Fútbol Segunda División, la terza serie del calcio cileno.

## Storia
Fondato nel 2013, non ha mai vinto trofei nazionali.

## Palmarès

### Competizioni nazionali
- Segunda División: 1

2017

## Rosa della stagione 2017
| N. |                 | Ruolo | Calciatore          |
| -- | --------------- | ----- | ------------------- |
| 1  | Cile (bandiera) | P     | Carlos Julio        |
| 2  | Cile (bandiera) | C     | Maximiliano Pizarro |
| 3  | Cile (bandiera) | D     | Javier Guzmán       |
| 4  | Cile (bandiera) | D     | Roberto Muñoz       |
| 5  | Cile (bandiera) | D     | Juan Muñoz          |
| 6  | Cile (bandiera) | D     | Leonel Mena         |
| 7  | Cile (bandiera) | C     | Francisco Araya     |
| 8  | Cile (bandiera) | C     | Matías Fabres       |
| 9  | Cile (bandiera) | A     | Diego Cuéllar       |
| 10 | Cile (bandiera) | A     | Ismael Almendares   |
| 11 | Cile (bandiera) | C     | Felipe Millán       |
| 12 | Cile (bandiera) | P     | Óscar Garrido       |
| 13 | Cile (bandiera) | C     | Juan Manuel Silva   |
| 14 | Cile (bandiera) | C     | Marco Poblete       |
| 15 | Cile (bandiera) | C     | Matías Lagües       |
| 16 | Cile (bandiera) | C     | Juan Toloza         |
| 17 | Cile (bandiera) | C     | Marcos Robles       |

| N. |                 | Ruolo | Calciatore          |
| -- | --------------- | ----- | ------------------- |
| 18 | Cile (bandiera) | C     | Bryan Ossandón      |
| 19 | Cile (bandiera) | C     | Nicolás Brun        |
| 20 | Cile (bandiera) | D     | Jorge Moraga        |
| 21 | Cile (bandiera) | D     | Fabián Riquelme     |
| 22 | Cile (bandiera) | A     | Vildan Alfaro       |
| 23 | Cile (bandiera) | A     | Milton Gutiérrez    |
| 24 | Cile (bandiera) | A     | Francisco Arancibia |
| 25 | Cile (bandiera) | P     | Siegfried Jordan    |
| 26 | Cile (bandiera) | C     | Jhonny Ledezma      |
| 27 | Cile (bandiera) | A     | Francisco Guajardo  |
| 28 | Cile (bandiera) | C     | Pedro Rojas         |
| 29 | Cile (bandiera) | P     | Juan Rojas          |
| 30 | Cile (bandiera) | C     | Felipe Herrera      |
| 31 | Cile (bandiera) | C     | Felipe Pizarro      |
| 32 | Cile (bandiera) | C     | Juan Cortés         |
| 33 | Cile (bandiera) | C     | Agustín Rebolledo   |
| 34 | Cile (bandiera) | C     | Felipe Cortés       |